# Chiesa di San Giovanni Battista (Ferrara, Boara)
La chiesa di San Giovanni Battista è la parrocchiale a Boara, frazione di Ferrara. Risale forse al XV secolo.

## Storia
Nei primi anni del XVII secolo a Boara la chiesa dedicata a San Giovanni Battista fu oggetto di ricostruzione. Questo significa che era già presente nel luogo un edificio di culto, e la tradizione locale vuole che ciò avvenisse sin dal XIV secolo. Nei primi anni fu legata alla pieve di Ruina (da scritti di Battista Guarini, Ferrara 1538 - Venezia 1612) in luogo chiamato "La Viadara" della possessione Ca' Olmo di sopra, a un miglio dalla chiesa attuale. La ricostruzione fu quasi certamente dovuta per la vecchiaia e l'inadeguatezza dell'antico edificio, e per il nuovo venne scelto un luogo diverso, a un miglio più distante rispetto alla precedente.
Il campanile di data costruttiva incerta, ma molto antica, sembrerebbe di costruzione romanica. È possibile ipotizzare che il campanile fosse una postazione di difesa, visto che l'abitato ha subito spesso incursioni dai Veneziani con la "perenne lotta della supremazia del sale con Ferrara, la cosiddetta via del sale". Si ha notizia che il 9 febbraio 1483 vennero bruciate dai Veneziani "tute le case de muro et de cana "di Boara, come in altre località. (U. Caleffini, Cronache, 1471-1494).
I parroci che dall'anno 1900 si sono succeduti nella parrocchia di Boara sono: don Giuseppe Soffritti (1890-1947), don Eloise Govoni (1948-1956), don Tiziano Uderzo (1956-1985), don Giuliano Artioli (1985-1987), don Settimo Tertani (1988), don Francesco Denti (1988 a oggi).
In tempi recenti, dalle indagini su affreschi riscoperti durante restauri, si pensa che la sua fondazione possa essere collocata nei primi momenti del XV secolo.
Un ciclo di restauri è stato realizzato alla fine del XX secolo, e ha riguardato la copertura del tetto e la parte della canonica.
I danni prodotti dal terremoto dell'Emilia del 2012 hanno richiesto un intervento importante per la messa in sicurezza del complesso e la loro riparazione. I lavori, ultimati nel 2014, hanno riguardato la torre campanaria, le coperture della sala e il controllo di tutte le pareti, permettendo di ritrovare antichi affreschi.
La cerimonia di riconsegna della chiesa alla comunità, nel 2014, ha visto la presenza di Luigi Negri, arcivescovo di Ferrara-Comacchio.
Un ultimo intervento, nel 2017, ha riguardato ancora la torre campanaria e, inoltre, gli intonaci dell'abside.